# Burg Isikofen
Die Burg Isikofen, auch Isigkofen oder Ysenkofen genannt, ist die Ruine einer Spornburg an der linken Talseite der unteren Lauchert auf 646,8 m ü. NN, circa 2500 Meter südlich von Jungnau, einem Stadtteil von Sigmaringen im Landkreis Sigmaringen in Baden-Württemberg.
Die wenigen Überreste der ehemaligen Ritterburgen Isikofen und Hertenstein liegen auf zwei schönen einander gegenüber liegenden und durch die Lauchert getrennten Felsen.
Die Burg wurde um 1100 von den Herren von Isikofen erbaut. 1385 wurde die Burg nur noch als Burgstall erwähnt. Von der ehemaligen Burganlage ist noch ein Schutthaufen erhalten, der heute noch Reste einer Ringmauer und Reste eines Gebäudes erkennen lässt.

## Die Burg Isikofen am Rande des Scherragaus
Die Burg Isikofen sicherte die Grenze der Besitzungen der Grafen von Veringen zum Scherragau, so benannt nach dem ahd. Wort Scorra - Felsen, schroffe Felszacken. Die Grenze verlief von der Donau her bis Gorheim, von da zum abgegangenen Isigkofen und weiter der Lauchert entlang bis zum Zufluss der Fehla, dann dieser entlang über Burladingen nach Hausen im Killertal. Das Gebiet westlich dieser Linie gehörte zum Scherragau. Der Ort Harthausen auf der Scher trägt noch den Scherragau in seinem Namen.

## Zerstörung der Burg
Graf Heinrich von Veringen, ein friedliebender, ältlicher Herr, hatte keinen Sohn. Der Sohn seines verstorbenen Bruders, Heinrich der Jüngere von Neu-Veringen, war ein wilder, fehdelustiger Kriegsmann. Der im Jahre 1273 zum deutschen König erwählte Rudolf von Habsburg forderte nun etliche Besitzungen der Grafen von Veringen. Als vermeintlicher Erbe der alten Grafschaft Veringen sträubte sich Heinrich der Jüngere von (Neu-)Veringen vehement gegen jede Schmälerung seines Erbes und wollte nichts an den König zurückgeben und nichts als Reichslehen anerkennen. Als der ältere Heinrich 1283 gestorben war und kurze Zeit darauf der Jüngere von einer Reise heimkehrend zur Übernahme des erwarteten Erbes herbeikam, eröffnete ihm ein als Burghüter auf dem alten Schloss Veringen anwesender königlicher Beamter, dass der König den Allodialbesitz des Verstorbenen erworben habe und seine Rechte ebenfalls zu kaufen wünsche.
Diese unerwartete Nachricht brachte den (Neu-)Veringer in Harnisch. Mehr als über den Verlust des gehofften reichen Erbes ergrimmte er sich über diesen Antrag und noch mehr darüber, dass er die wenigen, zerstreut liegenden Besitzungen und Gerichtsbarkeiten, die ihm in und um Veringen zufielen, nun größtenteils mit den Söhnen des Königs gemeinschaftlich besitzen sollte. Rachebrütend entfernte er sich wieder.
In feindseligster Stimmung gegen den König und dessen Familie suchte er diesem von nun an auf jede Weise entgegenzuwirken. Nach vielen misslungenen Versuchen wandte er sich schließlich gegen die Einwohner zu Veringen und Deutstetten. Er gebärdete sich als ihr Oberherr und verlangte von ihnen Steuern, Gilten und Abgaben der verschiedensten Art. Als diese verweigert wurden, schritt er zur Pfändung, besser gesagt zur Wegelagerei. Er und seine Gesellen lauerten auf die Leute, schädigten sie, wo sie konnten, nahmen ihnen Vieh und andere bewegliche Güter und schleppten Vornehmere (auch den Kirchherrn zu Deutstetten, der ihn nicht als Patron anerkannte) ins Gefängnis, um Lösegeld zu erpressen.
Die bedrängten Veringer wandten sich klagend an den König, der ihnen auch sogleich seinen Schutz und Schirm zusagte und sie dann im Jahre 1285 mit allerlei Freiheiten samt dem Wochentagsmarktrecht begnadigte. Das steigerte den Grimm und Trotz des hochmütigen Grafen Heinrich von Neu-Veringen noch mehr, und um zu zeigen, dass er nichts nach dem König frage und ohne dessen Bewilligung und Verleihung die ihm vorenthaltenen Hoheitsrechte über die Grafschaft Veringen besitze und gebrauche, nannte er sich in offenen Urkunden "von Gottes Gnaden, Graf von Veringen" und bestritt allgemein anerkannte Rechte des Königs. Zugleich trat er mit 15 gleichgesinnten schwäbischen Grafen (u. a. Württemberg, Montfort, Helfenstein, Grüningen-Landau, Zollern u. a.) in einen Bund, mit der Absicht, den König abzusetzen und zu vertreiben oder wenigstens sich denselben gefügig zu machen. Anschließend wandte sich seine gräfliche Ungnade gegen die Veringer, Deuttstetter und andere, die er wiederholt so arg mit Raub, Mord und Brand heimsuchte, dass sie noch nie von so grausigen Verheerungen gehört hatten.
Auf wiederholte Klagen der Bürger zu Veringen und Mengen (die ebenso von ihm heimgesucht wurden) brachte der König diese Angelegenheit im Februar 1286 vor die Reichsversammlung zu Augsburg und Ulm. Hier wurde über die Frevler die Reichsacht und Aberacht verhängt und es wurde befohlen, dass ihnen und ihren Helfern als Landfriedensstörern und Raubrittern ihre Burgen gebrochen werden sollen. Jetzt rüsteten die verbündeten Grafen und versammelten sich mit ihren Streitkräften bei Stuttgart. Andere Anhänger des Königs rückten zur gleichen Zeit von Ulm aus in die Grafschaften ein, deren Mannschaften bei den in Stuttgart versammelten Grafen waren. Die Königstreuen zogen Verwüstungen und Brandstätten zurücklassend in das Gebiet der Grafen von Grüningen und Veringen. Die Burgen Neuveringen und Grüningen wurden geplündert und gebrochen und die Gegend um Riedlingen verwüstet und gebrandschatzt. Weiter an der Donau heraufziehend kam die Reihe an die Montfortischen Besitzungen Scheer und Sigmaringen. Scheer erlag ebenfalls, während Sigmaringen von seinen Bürgern verteidigt wurde und so der Zerstörung entging.
Der Zug wandte sich nun ins Laucherttal, wo die vielen andern Besitzungen des Grafen Heinrich von Veringen und seiner Anhänger heimgesucht werden sollten. Hier angekommen galt der erste Besuch der Burg Hertenstein, die bei der Ostbiegung der Lauchert auf dem höchsten ins Tal vorspringenden Felsen stand. Da diese aber nicht bezwungen werden konnte, ließen die weiterziehenden Söldner ihren Unmut an dem auf einem Abhang an der Westseite des Jungnauer Riedes gelegenen Dörfchens Sindelfingen aus, suchten dann den gegenüberliegenden Weiler Engkofen heim und steckten das auf dem Bergvorsprung oberhalb desselben befindlichen Burg Isikofen in Brand, wie sie es nachher auch mit der auf dem Schiltachfelsen zu Jungnau gestandenen Burg Schiltau und der unter Veringendorf gelegenen kleinen Burg Affelstetten machten.